# Colpognathus capitatus
Colpognathus capitatus là một loài tò vò trong họ Ichneumonidae.